# 新幹線952型、953型電聯車
新幹線952型、953型電聯車，又稱STAR21，是東日本旅客鐵道（JR東日本）在E1～E4系動車組製造前，於1993年以次世代新幹線技術製作的一款實驗列車，亦是JR東日本首列採用交流傳動技術及關節式轉向架的高鐵列車，运营速度为350每小時（220英里每小時）。

## 簡介

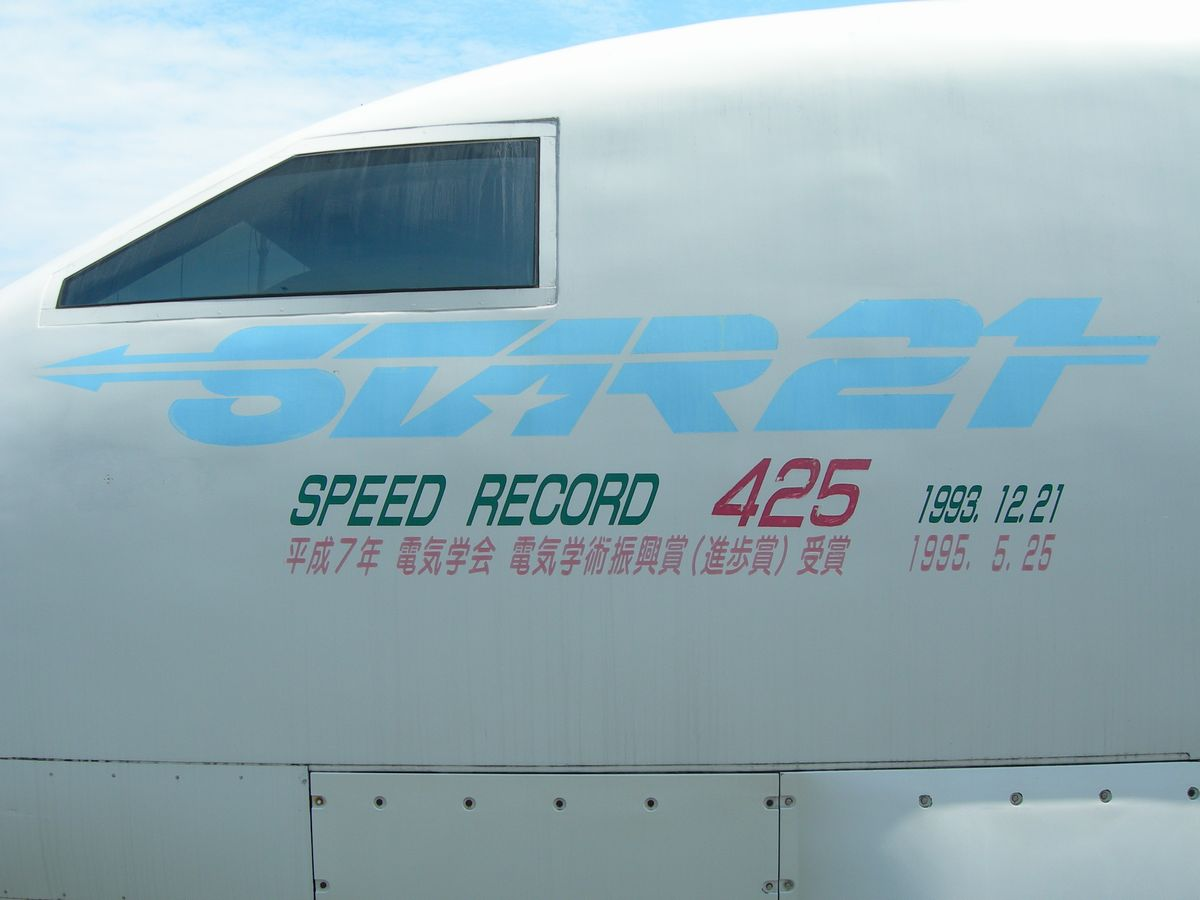
953-1側貼紙紀念全國速度記錄425.0公里/小時

為了與日本國內線航班抗衡，JR東日本於1990年代初開始研發更高速、低噪音的動車組，並引進大功率交流傳動技術。
1992年，JR東日本製造了一列九輛編組的高速實驗車輛，並定名為STAR21，為Superior Train for Advanced Railway toward the 21st century (即面向21世紀的先進鐵路高級列車) 的簡稱（正式名稱為「新幹線952型、953型電聯車」）； 該編組車輛均為6動3拖，並於同年10月30日創下最高速度時速353公里的紀錄。
1993年，通過在952-4號車廂車軸上增加電機對列車進行了改裝，動拖比改為7動2拖。
1993年12月13日及21日凌晨，該編組先後在上越新幹線大宮至新潟間創下最高速度時速400至425公里的紀錄。
該編組曾多次在上越新幹線進行列車試驗，並為後續的E1系、E2系、E3系、E4系車輛提供許多關鍵技術的實驗機會。 
在該編組於1998年2月17日終止使用後，JR東日本於同日正式宣布其除役廢車。

## 編組
| 車廂編組 | 1              | 2          | 3                              | 4                      | 5                                           | 6                                                  | 7                                              | 8                                      | 9                                                   |
| 車廂編號 | 952-1          | 952-2      | 952-3                          | 952-4                  | 953-1                                       | 953-2                                              | 953-3                                          | 953-4                                  | 953-5                                               |
| 車型     | 拖車（控制車） | 動車       | 動車                           | 拖車（後改為動車）     | 拖車                                        | 動車                                               | 動車                                           | 動車                                   | 動車（控制車）                                      |
| 機器配置 | 駕駛台         | 牽引電動機 | 受電弓、牽引變流器及牽引電動機 | 無（後加裝牽引電動機） | 牽引電動機（只安裝於與953-2車廂相連轉向架） | 輔助變流器及牽引電動機（轉向架與953-1及953-3相連） | 受電弓及牽引電動機（轉向架與953-2及953-4相連） | 牽引電動機（轉向架與953-3及953-5相連） | 駕駛台、牽引電動機（只安裝於與953-4車廂相連轉向架） |